# Fuerza Aérea Sur
La Fuerza Aérea Sur (FAS) fue una fuerza aérea táctica superior de la Fuerza Aérea Argentina creada para la guerra del Atlántico Sur con comando en Comodoro Rivadavia y bajo la dependencia del Comando Aéreo Estratégico (CAE). Su misión fue ejecutar las operaciones aéreas militares en el Teatro de Operaciones del Atlántico Sur (TOAS).

## Historia
Las FAS formalizada el 5 de abril de 1982 al comando del brigadier Ernesto Crespo, se hallaba bajo la dependencia del Comando Aéreo Estratégico (CAE) y asumió el peso de las operaciones aéreas en el Teatro de Operaciones del Atlántico Sur (TOAS), aunque ello representaba una responsabilidad colateral de la Fuerza Aérea.
En una eventual defensa del territorio continental, estaba facultada la FAS para actuar en dos teatros simultáneamente: el Teatro de Operaciones del Atlántico Sur (TOAS) y Teatro de Operaciones Sur (TOS).
Las FAS cumplió el puente aéreo a las islas Malvinas abastecimiento de efectos de intendencia en la Guarnición Militar Malvinas, que dependió casi totalmente de la FAS para el sostén logístico, que tuvo que realizarse mayoritariamente por medios aéreos.
El CODAZ Sur dependiente del Comando Aéreo de Defensa (CAD) con asiento en Comodoro Rivadavia unificó su comando con la FAS, asumiendo el brigadier Roberto Camblor como segundo comandante de la FAS.

## Organización
- Comando de la Fuerza Aérea Sur (CFAS).[5][6]
  - Comandante: brigadier Ernesto Horacio Crespo.[7]
  - 2.º comandante: brigadier Roberto Fernando Camblor.[7]
  - Jefe de Estado Mayor: comodoro José Antonio Juliá.
  - Coordinador general: comodoro Correa Cuenca.
  - Oficial de Operaciones de Defensa: comodoro Rodríguez.
  - Jefe del Departamento Operaciones (A-3): comodoro José Antonio Juliá.
  - Jefe del Departamento Personal (A-1): comodoro Manuel R. Rivero.
  - Jefe del Departamento Inteligencia (A-2): comodoro Jorge Alberto Espina.
  - Jefe del Departamento Material (A-4): comodoro José D. Marcantoni.
  - Jefe del Departamento Comunicaciones (A-5): vicecomodoro Antonio Maldonado.

Secciones Operativas
- Sección Operativa de Exploración y Reconocimiento (SOER): comodoro Ferri.
- Sección Operativa de Operaciones Electrónicas (SOOE): comodoro Ronaldo Ferri.
- Sección Operativa de Búsqueda y Salvamento (SOBYS): mayor Norberto Héctor Barozza.
- Sección Operativa de Análisis y Evaluación de las Operaciones (SOAEO): vicecomodoro Torres.
- Sección Operativa de Vigilancia y Control Aéreo (SOVYCA): comodoro Enrique Saavedra.
- Sección Operativa de Tránsito Aéreo (SOTA): mayor Horacio A. Oréfice.
- Sección Operativa de Seguridad Aérea e Interceptación (SOSAI): comodoro Tomás Rodríguez.
- Sección Seguridad y Servicios: vicecomodoro Aguirre.
- Sección Meteorología: primer teniente Viotti.